# Aziatische schildpaddencrisis

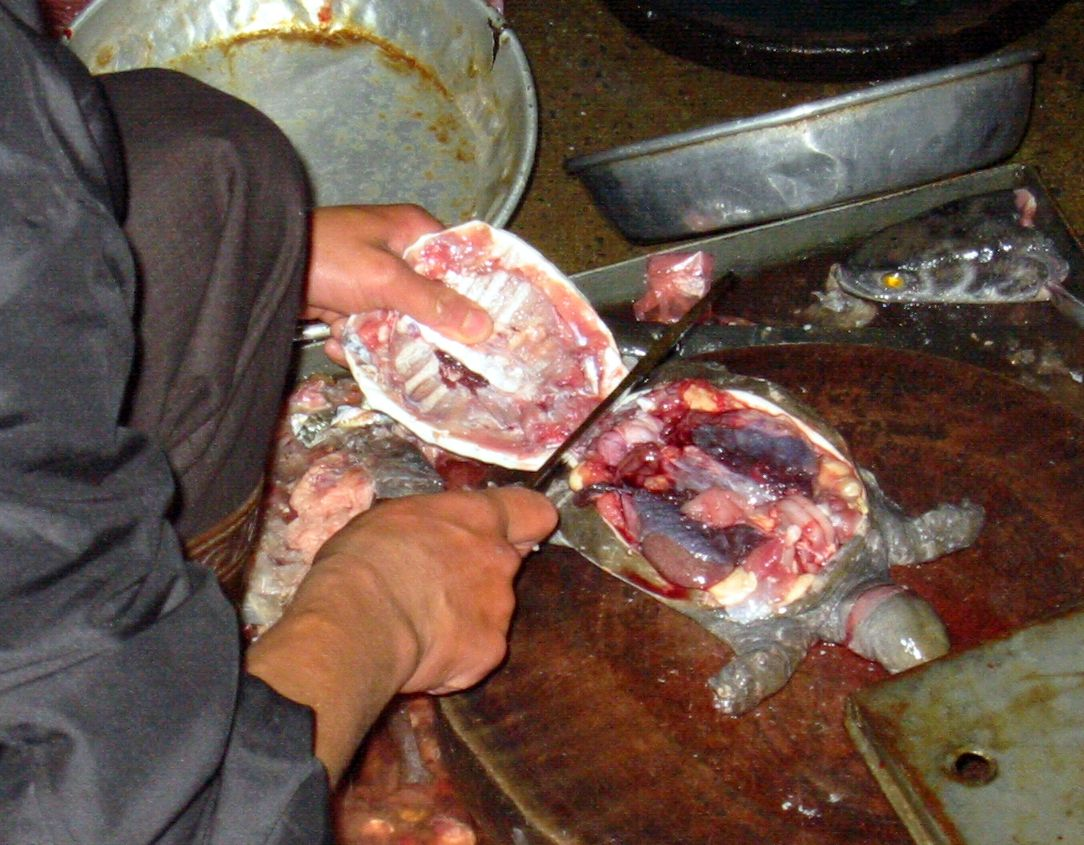
Een schildpad wordt geslacht op een markt in Hanoi, Vietnam.

De Aziatische schildpaddencrisis (Engels: Asian Turtle Crisis) is de problematiek rondom het op grote schaal achteruitgaan van verschillende soorten schildpadden in Azië. Schildpadden worden in Azië, maar ook in andere werelddelen gevangen en verkocht op markten voor verschillende doeleinden. Veel dieren worden gedood waarna het vlees wordt gebruikt voor menselijke consumptie, van de schilden worden gebruiksvoorwerpen gemaakt zoals traditionele medicijnen, talismans of souvenirs. 
Aan schildpadproducten worden onder andere in China diverse geneeskrachtige eigenschappen toegedacht, zoals een potentieverhogende werking of zelfs genezing van dodelijk ziektes zoals kanker. Wetenschappelijk bewijs voor deze aannames is echter nooit geleverd. Schattingen van het aantal schildpadden dat door de Aziatische schildpaddencrisis jaarlijks uit de natuur verdwijnt lopen op tot 15 miljoen.
Er zijn verschillende oorzaken die de Aziatische schildpaddencrisis versterken. In landen als China stijgt de welvaart waardoor schildpadden niet alleen uit nood worden gegeten, maar steeds meer een luxe-artikel worden waarvoor veel geld wordt geboden. Een land als Myanmar (voormalig Birma) wordt bestuurd door een militaire junta waardoor er geen aandacht is voor dierenbescherming. Van de 25 meest bedreigde soorten schildpadden zijn er 3 endemisch in Myanmar, ze komen nergens anders voor. Er wordt gepoogd de achteruitgang van de verschillende soorten te verminderen door verschillende beschermingsprogramma's op te zetten. 